# Barão de Santa Branca
Barão de Santa Branca é um título nobiliárquico criado por D. Pedro II do Brasil, por decreto de 11 de setembro de 1854, a favor de Francisco Lopes Chaves.
Titulares
1. Francisco Lopes Chaves (1809–1884);[2]
2. Francisco Lopes Chaves (1838–1902) – filho do anterior.[2]